# Моисеенко, Александр Артемьевич
Александр Артемьевич Моисеенко (также Александр Артёмович, 21 ноября 1921, с. Новоборовицы, Донецкая губерния — 1985, Тюмень) — советский организатор здравоохранения, создатель Тюменской областной клинической больницы, доцент, хирург, заведующий кафедрой социальной гигиены и организации здравоохранения, ректор Тюменского государственного медицинского института (1970—1976).

## Биография
Александр Артемьевич Моисеенко родился 21 ноября 1921 года на Донбассе, в бедной батрацкой семье села Новоборовицы Донецкой губернии. По окончании 7-летки в 1935 году поступил на рабфак 2-го Харьковского психоневрологического института в городе Славянске. После упразднения рабфака в том же году был переведён в фельдшерско-акушерскую школу в город Красный Лиман.
По окончании учёбы в 1940 году начал работать фельдшером на врачебном участке ст. Сентяновка Северо-Донецкой железной дороги. В том же году 4 ноября был призван в РККА Красно-Лиманским райвоенкоматом. Служил санитарным инструктором роты, затем батальона, полкового медицинского пункта и фельдшером лазарета.
С началом Великой Отечественной войны Моисеенко получил офицерское звание младшего лейтенанта. Он служил начальником аптеки 99-го стрелкового полка 59-й стрелковой дивизии, базировавшейся на Дальнем Востоке, затем исполнял обязанности командира медико-санитарной роты и старшего врача полка. Также участвовал в боях с японскими захватчиками в Манчжурии. 4 сентября 1945 года лейтенант медицинской службы Моисеенко был награждён медалью «За боевые заслуги». В 1946 году уволен в запас по состоянию здоровья в чине капитана медицинской службы.
После демобилизации приехал в Тюменскую область, где был назначен заведующим Велижанским районным отделом здравоохранения. Там увлёкся бальнеологией и в 1947 году организовал первая в СССР колхозную грязелечебницу на берегу озера Ахманка с сапропелевой грязью.
С 1949 по 1955 год учился в Свердловском мединституте, который закончил с отличием. Параллельно работал по специальности в больницах уральской столицы.
По окончании института был назначен хирургом и заместителем главного врача по медицинской части Свердловской областной больницы. Вскоре получил приглашение на должность заместителя главного врача по медицинской части и хирурга в Тюменскую областную больницу, а с 1957 по 1970 год возглавлял её.
В 1957 году Моисеенко прошёл специализацию по общей хирургии и впоследствии совмещал работу главного врача и оперирующего хирурга.

### Главный врач
А. Моисеенко проявил себя как талантливый организатор здравоохранения. При его участии в 1962 г. была сдана в эксплуатацию новая многопрофильная областная клиническая больница на 600 коек с 12 специализированными отделениями, консультативной поликлиникой, водогрязелечебницей, областной станцией переливания крови. Он также инициировал создание областной медицинской библиотеки. Областная больница стала учебной базой 12 клинических кафедр и курсов Тюменского государственного медицинского института, основной базой для специализации врачей и среднего медицинского персонала области, где с 1957 года по 1969 год прошли переподготовку более 900 врачей и 1350 средних медработников.
Областная клиническая больница координировала организационно-методическую, плановую, консультативную и экстренную помощь в области. Только за 1969 год врачи областных лечебных учреждений, сотрудники медицинского института совершили 650 выездов в районы и города области для оказания практической и организационно-методической помощи. В том же году больница оказала стационарную помощь 10 тысячам пациентов, было проведено 3500 хирургических операций. При активном участии доктора Моисеенко в области были внедрены хирургические вмешательства на симпатической нервной системе и сосудах. Улучшилось качество диагностики, совпадение клинических и патолого-анатомических диагнозов составляло 93 %. Среди оперированных больных с опухолями головного и спинного мозга, заболеваниями легких, пищевода, органов средостения, опухолями гортани, гинекологическими и урологическими заболеваниями послеоперационная летальность снизилась с 2,5 % в 1963 г. до 2 % в 1969 году.
Консультативная поликлиника ежегодно принимала около 52 тысяч больных. Верный своему увлечению бальнеологией, Александр Моисеенко организовал в больнице хорошо оснащенное физио-водогрязелечебное отделение, где использовались природная хлоридная натриевая минеральная вода из скважины, пробуренной на территории больницы, и сапропелевая грязь озера Малый Тараскуль.
Станция переливания крови в течение года забирала и перерабатывала более 5 тысяч литров крови, готовила нативную и сухую плазму, аминокровин, сыворотку Филатова, стандартные сыворотки, противошоковые жидкости.
Защитив самостоятельно в 1966 году кандидатскую диссертацию «Влияние поясничных и грудных симпатэктомий на окольное кровообращение в конечностях», Моисеенко побуждал к научной работе и подчинённых. В 1960-е годы 5 врачей защитили кандидатские и докторские диссертации. Для научно-исследовательской работы врачей в больнице были созданы все необходимые условия: хорошо оснащённые лаборатории, медицинская библиотека. Главный врач держал на контроле совершенствование и внедрение новых передовых методов работы в больнице. Сам главврач преподавал по совместительству в Тюменском мединституте факультетскую хирургию, затем социальную гигиену и организацию здравоохранения.
За достигнутые успехи в области здравоохранения к 100-летию В. И. Ленина (1970 г.) коллектив Тюменской областной клинической больницы был награжден юбилейными грамотами Министерства здравоохранения СССР, ЦК профсоюза медицинских работников, Тюменского обкома КПСС, областного Совета депутатов трудящихся и областного Совета профсоюзов.
В 1974 году в Тюменской областной больнице открылось задуманное Моисеенко анестезиологическое отделение и лаборатория гемодиализа.

### Ректор
В декабре 1970 года А. А. Моисеенко был назначен ректором Тюменского мединститута, доцентом и заведующим кафедрой социальной гигиены и организации здравоохранения. На этих должностях он проработал до ноября 1976 года, а в 1976—1979 годах продолжал руководить кафедрой.
Ректор энергично взялся за улучшение материально-технической базы института: обеспечил реконструкцию лекционных аудиторий, служебных помещений института, строительство пристройки к главному корпусу. Он добился от городских властей передачи институту здания по ул. Одесской, 50 (ныне 3-й корпус) и первого этажа жилого дома по ул. Пермякова, 10, где разместилась часть кафедр.
Много внимания Моисеенко уделял улучшению качества преподавания, наглядности в преподавании и использованию технических средств.
Как ректор, Моисеенко добился создания педиатрического факультета и новых кафедр в институте.
В этот период продолжилось формирование направлений научных исследований, целесообразных для регионального здравоохранения: изучение описторхоза, клещевого энцефалита, местных природных лечебных факторов (лечебных грязей и минеральных вод). Развивались научные школы хронобиологов (профессор Г. Д. Губин), морфологов (профессор П. В. Дунаев), педиатров (доценты В. И. Крылов и А. Ф. Виноградов).
В 1972 году была создана научная школа коагулологов (профессор А. Ш. Бышевский).
Моисеенко организовал в институте центральную научно-исследовательскую лабораторию и научно-исследовательский сектор.
По инициативе ректора в вузе был организован учёный совет по защите кандидатских диссертаций.
В 1974 году в научно-исследовательском секторе института при поддержке Главтюменьгеологии была создана лаборатория медико-биологических проблем и физиологии труда. Сотрудники лаборатории совершили более 20 экспедиций в нефтегазоносные регионы вместе с геологами и инженерами промыслов, чтобы изучить проблемы охраны здоровья людей, живущих и работающих в экстремальных условиях. Был организован международный симпозиум «Медико-биологические проблемы вахтового способа организации труда». По примеру хозрасчётного договора с Главтюменьгеологией заключались аналогичные договоры с другими крупными главками и крупными промышленными предприятиями области, по которым в научных исследованиях участвовали сотрудники большинства кафедр института (как теоретических, так и клинических), решая конкретные производственные проблемы нефтегазовой промышленности.

### Последние годы
С 1979 года и до конца жизни Александр Артемьевич возглавлял санаторий-профилакторий «Ермак» Тюменского завода медицинского оборудования.
Доктор Моисеенко скончался в 1985 году.

## Научная деятельность
А. А. Моисеенко специализировался на сосудистой и нейрохирургии. Затем он изучал влияние электростимуляции и электродеструкции на состояние коллатерального кровообращения при облитерирующих заболеваниях магистральных сосудов конечностей. Будучи главным врачом, он опубликовал 26 работ в сборниках институтов и больниц, в трудах научных конференций и в центральных журналах по изучаемой хирургической проблеме и вопросам организации здравоохранения. По инициативе и при его участии были выпущены 5 сборников научных трудов, в том числе, подготовленных сотрудниками областной больницы.
На руководимой им кафедре социальной гигиены и организации здравоохранения Александр Артемьевич провёл реконструкцию помещений кафедры, расширил фонд наглядных пособий, активизировал методическую работу. Лично подготовил 4 методические пособия, схемы комплексных планов для лечебных учреждений, памятка с анализом качественных показателей работы здравоохранения. Знания по социальной гигиене и организации здравоохранения на выпускных курсах значительно улучшились: средний балл на государственных экзаменах по этому предмету вырос с 4,2 до 4,34 с 1976-го по 1978 год.
С первых дней работы в институте А. А. Моисеенко начал изучать целебные факторы сапропелевых грязей и минеральной воды Тюменской области для лечения пациентов. Он является соавтором методических рекомендаций «Показания, противопоказаниям и методики лечения на курорте Тараскуль», соавтором рационализаторского предложения по получению из сапропелевых грязей озер Большой и Малый Тараскуль пеллоидина «С», применяемого при лечении воспалительных заболеваний желудка. 
Научные исследования А. А. Моисеенко составили основу монографии «Природные лечебные факторы Тюменской области». В подготовке этого труда участвовали центральная научно-исследовательская лаборатория, кафедры микробиологии, органической химии, фармакологии и биохимии.
А. А. Моисеенко опубликовал 87 научных работ. Под его редакцией вышло 12 научных сборников Тюменской областной больницы и мединститута. Он являлся участником всесоюзных, республиканских и областных съездов, симпозиумов, конференций по вопросам организации здравоохранения, научной организации труда, профпатологии, курортологии и другим вопросам улучшения работы медицинских учреждений и подготовки медицинских кадров. Эти встречи он использовал для привлечения молодых учёных в Тюменский мединститут. Так, именно он был инициатором приглашения в Тюмень перспективного гепатолога Э. А. Кашубы, создавшего впоследствии собственную школу иммунологии в институте и Южно-Уральском научном центре РАМН.

## Общественная деятельность
Александр Артемьевич Моисеенко вступил в ряды КПСС в 1959 году. С 1966 по 1974 год он неоднократно избирался депутатом Тюменского городского Совета депутатов трудящихся.
В 1967—1976 гг. избирался в городской комитет КПСС, был членом партийного бюро института, делегатом партийных конференций.
Моисеенко возглавлял научное общество организаторов здравоохранения, научно-курортную комиссию областного совета по управлению курортами профсоюзов.

## Награды и память
- Медали «За боевые заслуги» (1945), «За победу над Германией в Великой Отечественной войне 1941—1945 гг.» (1945), «За победу над Японией» (1945)[1].
- Орден «Знак Почета» (1961 и 1971 годы)[1].
- Знак «Отличнику здравоохранения» (1962 г.)[1]
- Заслуженный врач РСФСР (1966 г.).[1]
- Медаль «За доблестный труд в ознаменование 100-летия со дня рождения В. И. Ленина» (1970)[1].
- Имя А. А. Моисеенко внесено в Тюменскую областную книгу Трудовой Славы (1970 г.)[1].
- Юбилейные медали в честь Победы над Германией в Великой Отечественной войне и Вооруженных сил СССР («50 лет вооруженных сил СССР», «20 лет Победы в Великой Отечественной войне 1941—1945 гг.», «25 лет Победы в Великой Отечественной войне 1941—1945 гг.», «30 лет Победы в Великой Отечественной войне 1941—1945 гг.», «60 лет вооруженных сил СССР»)[1].

Именем Александра Моисеенко назван сквер между 1-м и 3-м корпусами Тюменского медицинского университета.